# Зазимская сельская община
Зазимская сельская территориальная община (укр. Зазимська сільська територіальна громада) — территориальная община в Броварском районе Киевской области Украины. Административный центр — город Зазимье. Община образована в 2020 году.
Площадь общины — 250,59 км², население — 9159 человек (2020).

## История
Образована 12 июня 2020 путём объединения Зазимского, Летковского, Литочкивского, Погребского, Пуховского и Рожновского сельских советов Броварского района Киевской области

## Населённые пункты
В составе общины 7 сел:
- Зазимье
- Летки
- Леточки
- Погребы
- Пуховка
- Рожны
- Соболевка